# Peter Kamp
Peter Kamp (* 20. Juli 1951 in Köln) ist ein deutscher Jurist und ehemaliger Präsident des Oberlandesgerichts Köln.

## Leben
Kamp studierte Rechtswissenschaften und legte 1975 das erste, 1978 das zweite juristische Staatsexamen ab. Anschließend war er als wissenschaftlicher Mitarbeiter an der Universität zu Köln sowie als Rechtsanwalt tätig. 1979 wechselte er in den Dienst des Landes Nordrhein-Westfalen und bearbeitete als Richter am Landgericht Mönchengladbach Zivil- und Strafsachen.
Von 1987 bis 1990 war Kamp als Referent im Justizministerium des Landes Nordrhein-Westfalen tätig. 1989 wurde er zum Richter am Oberlandesgericht ernannt. 1990/1991 oblag ihm die Leitung des Referats Informationstechnik im Justizministerium. Von 1991 bis 2000 war er Leiter des Haushaltsreferats. Von 2001 bis 2014 war Peter Kamp mit der Leitung der Abteilung für Haushalt, Informationstechnik, Liegenschaften und Organisation des Justizministeriums betraut. Im Nebenamt war er seit 1987 Mitglied des Justizprüfungsamtes Düsseldorf, seit 1992 des Justizprüfungsamts Köln.
Mit Wirkung ab 1. Dezember 2014 wurde Kamp zum Präsidenten des Oberlandesgerichts Köln ernannt. Dieses Amt bekleidete er bis zu seinem Eintritt in den Ruhestand zum Jahresende 2016.
Peter Kamp ist verheiratet und hat zwei Kinder.